# Sint-Lambertuskerk (Bevingen)

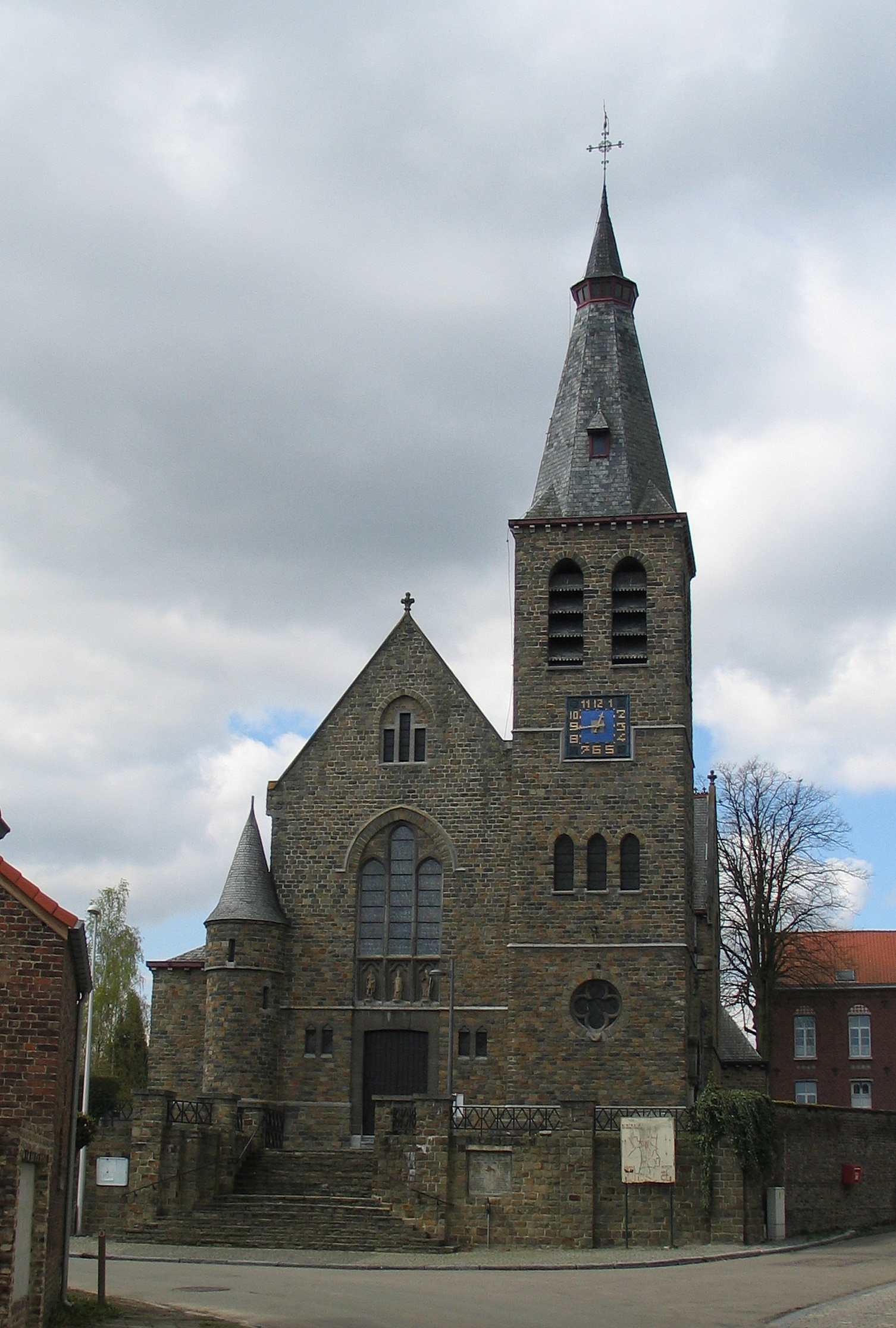
Sint-Lambertuskerk

De Sint-Lambertuskerk is de parochiekerk van Bevingen, gelegen in Bevingen-Centrum.
Het is een neogotische kruisbasiliek, gebouwd in 1925, en gelegen op een hoogte. De kerk werd opgetrokken in breuksteen. De vierkante toren is aangebouwd tegen de zuidgevel van de kerk. Ze heeft een achtkante spits. Aan de noordkant van de kerk bevindt zich een rond traptorentje met ronde spits. De kerk wordt omringd door een kerkhof. Boven de hoofdingang, die via een trap te bereiken is, bevinden zich een drietal heiligenbeelden.
De kerk bezit een houten kruisbeeld uit de 18e eeuw, een houten, gepolychromeerde Sint-Sebastiaan en een Sint-Lambertus, eveneens uit de 18e eeuw, en nog een gepolychromeerd houten Sint-Sebastiaan uit ongeveer 1700.